# Olbrachcice Wielkie
Olbrachcice Wielkie (niem. Olbersdorf, od 1934 r. Groß Olbersdorf) – wieś w Polsce położona w województwie dolnośląskim, w powiecie ząbkowickim, w gminie Ząbkowice Śląskie.
| SIMC       | Nazwa    | Rodzaj  |
| ---------- | -------- | ------- |
| nie nadano | Albertów | kolonia |

## Toponimia
Niemiecka nazwa wsi Olbersdorf jest dzierżawcza od imienia założyciela wsi Alberta.

## Historia
Pierwsza wzmianka o wsi pochodzi z 1292 roku i była określona jako Villa Alberti. Pierwotnie była własnością księcia ziębickiego, a od XIII wieku do 1810 roku należała do cysterek z Trzebnicy, jednak prawnie od 1322 roku wchodziła w skład pobliskiego miasta Ząbkowice Śląskie. W 1830 roku wieś należała do domeny królewskiej. Od XVII wieku wzmiankowano o istnieniu we wsi źródeł wody siarkowej o charakterze leczniczym, co w XVIII wieku doprowadziło do budowy pierwszego domu zdrojowego. Kolejny powstał w 1815 roku, a obok niego urządzono park. Po zaniku źródła w XIX wieku, w domu zdrojowym funkcjonowała restauracja Badehaus.

## Podział administracyjny
Do połowy XVIII w. wieś znajdowała się w księstwie ziębickim, od 1816 r. w powiecie ząbkowickim. W latach 1975–1998 miejscowość administracyjnie należała do województwa wałbrzyskiego.

## Demografia
Według Narodowego Spisu Powszechnego (III 2011 r.) liczyły 643 mieszkańców. Są trzecią co do wielkości miejscowością gminy Ząbkowice Śląskie.

## Zabytki
Do wojewódzkiego rejestru zabytków wpisany jest:
- kościół parafialny pw. św. Floriana, z XVIII w., XIX w.

Inne:
- krzyż pokutny z 1585 roku z napisem W. Hoene, przy ścianie remizy
- dawna szkoła, pod numerem 113
- kamienica rodziny Fuhrmann, pod numerem
- dawna gospoda z winiarnią, salą taneczną i ogródkiem gastronomicznym, obecnie świetlica wiejska, pod numerem 23
- młyn
- krzyż przydrożny z XIX wieku

## Wieża rycerska w Olbrachcicach
Wieża została zbudowana przypuszczalnie po 1569 roku i ozdobiona, widoczną jeszcze częściowo, renesansową dekoracją sgraffitową. Przypuszczalnym inicjatorem jej budowy był szlachcic Ludwik von Pfeil, któremu w 1569 roku miasto Ząbkowice sprzedało część Olbrachcic. Wieża ma boki o wymiarach około 7 metrów, dekorowana była malowanymi na tynku pseudoboniowaniami podkreślającymi narożniki i obramienia otworów okiennych, a pod nią znajdują się sklepiono kolebkowo piwnice. Po zachodniej stronie wieży znajdują się pozostałości dobudówki powstałej przypuszczalnie w XVIII wieku. We wnętrzu zachowały się oryginalne drzwi prowadzące na drugą kondygnację. Po 1846 roku przebudowano zwieńczenie wieży oraz dobudowano do niej budynek piętrowego dworu o cechach eklektycznych, który być może jest przekształconym budynkiem dworu barokowego z XVII lub XVIII wieku.